# 阿什頓冰川
70°44′S 61°57′W / 70.733°S 61.950°W
阿什頓冰川（英語：Ashton Glacier）是南極洲的冰川，位於帕爾默地，全長17公里，發源自湯普森山，最終注入萊爾克灣，該冰川現時由南極條約體系管理。